# TIMM
TIMM es una cadena de televisión alemana, con sede en Berlín, orientada al público gay masculino. El canal se emite de forma gratuita por cable y por el satélite Astra (19.2° oeste en la frecuencia 12,633 GHz), además de por Livestream en la página Zattoo y en parte en la propia página web. La emisión es de 18:00 a 24:00, con horarios más amplios el fin de semana.
Detrás del proyecto está la empresa Deutsche Fernsehwerke GmbH, cuyo fundador es Frank Lukas y que en parte pertenece a la empresa Madsack, que es dueña del periódico Hannoversche Allgemeine, además de otros 7 diarios en Hesse y 25 periódicos de anuncios. Frank Lukas era el responsable del programa de cuatro horas dirigido al público gay anders Trend, en la televisión RTL.
El canal ha recibido críticas en el periódico semanal Die Zeit por exceso de superficialidad y falta de material propio, pero sobre todo por mantener y servir los clichés del homosexual rico, consumidor y a la moda.

## Programación
Los contenidos de la cadena son, dentro de su público, generalistas de estilo de vida y entretenimiento, incluyendo dramas, comedias, películas, series, etc. 

### Comedias
- Fur TV
- Kathy Griffin
- Nighty Night
- Rick & Steve

### Documentales
- Coming Out Stories
- Homecheck
- Out & About
- Queer Eye for the Straight Guy
- U.S. of Ant

### Magazines
- TIMM TODAY (noticias)
- TIMM Spezial

### Series
- Absolutely Fabulous
- Footballers' Wives
- Mile High
- Noah's Arc
- Popular
- Queer as Folk
- The L Word

### Espectáculos
- Boy meets Boy
- Manhunt
- Step it Up and Dance

### Debates
- Below the Belt
- Blondes Gift
- Movies 101
- TIMMOUSINE